# Sarracenia purpurea
Sarracenia purpurea este o specie de plante carnivore din genul Sarracenia, familia Sarraceniaceae, ordinul Ericales, descrisă de Carl von Linné.

## Subspecii
Această specie cuprinde următoarele subspecii:
- S. p. gibbosa
- S. p. purpurea
- S. p. burkii
- S. p. montana